# Феррейра, Габриэль
Фра́нко Габриэ́ль Ферре́йра (исп. Franco Gabriel Ferreyra; 3 февраля 1994, Каньюэлас) — аргентинский футболист, выступавший на позиции полузащитника.

## Биография
Габриэль начал футбольную карьеру в клубе «Сосьедад де Форменто», затем выступал за «Каньюэлас».
В 2006 году присоединился к юношеской команде «Боки Хуниорс». 11 мая 2013 года впервые попал в заявку на матч чемпионата Аргентины против «Сан-Лоренсо де Альмагро», однако на поле не появился.
11 августа 2014 года полузащитник был отдан «Бока Хуниорс» в аренду на полтора года с правом выкупа в шведский АИК.
19 октября того же года Феррейра провёл дебютный матч в Аллсвенскан, выйдя на замену в игре 28 тура против «Броммапойкарны». В 2014 году полузащитник провёл ещё одну игру за стокгольмский клуб.
С 2016 по 2018 год выступал за команду «Эстудиантес» (Сан-Луис) в Примере B Насьональ.